# Catharina van Genua

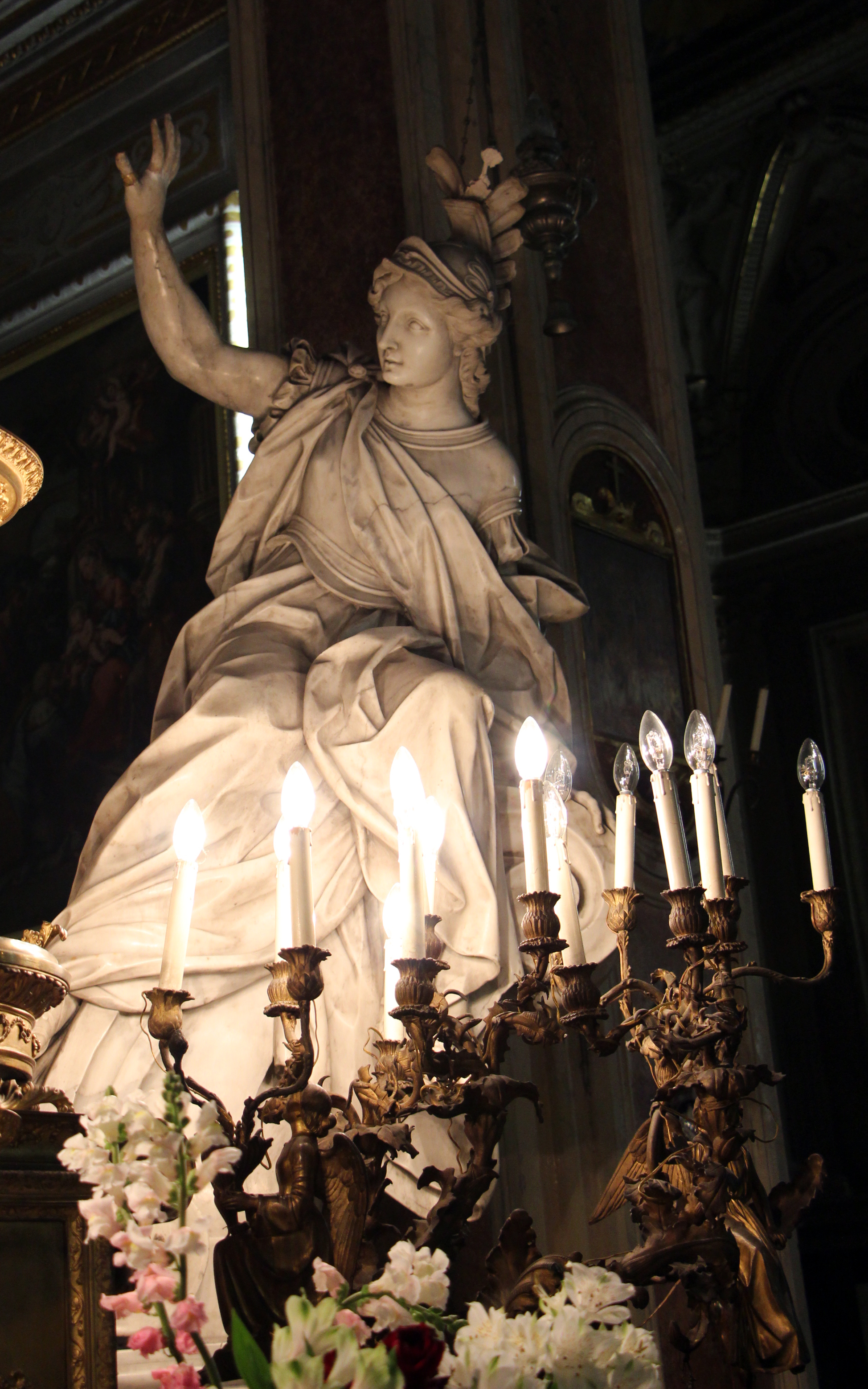
Mausoleum van Catharina van Genua: Santuario di Santa Caterina da Genova in de Chiesa della Santissima Annunziata di Portoria in Genua

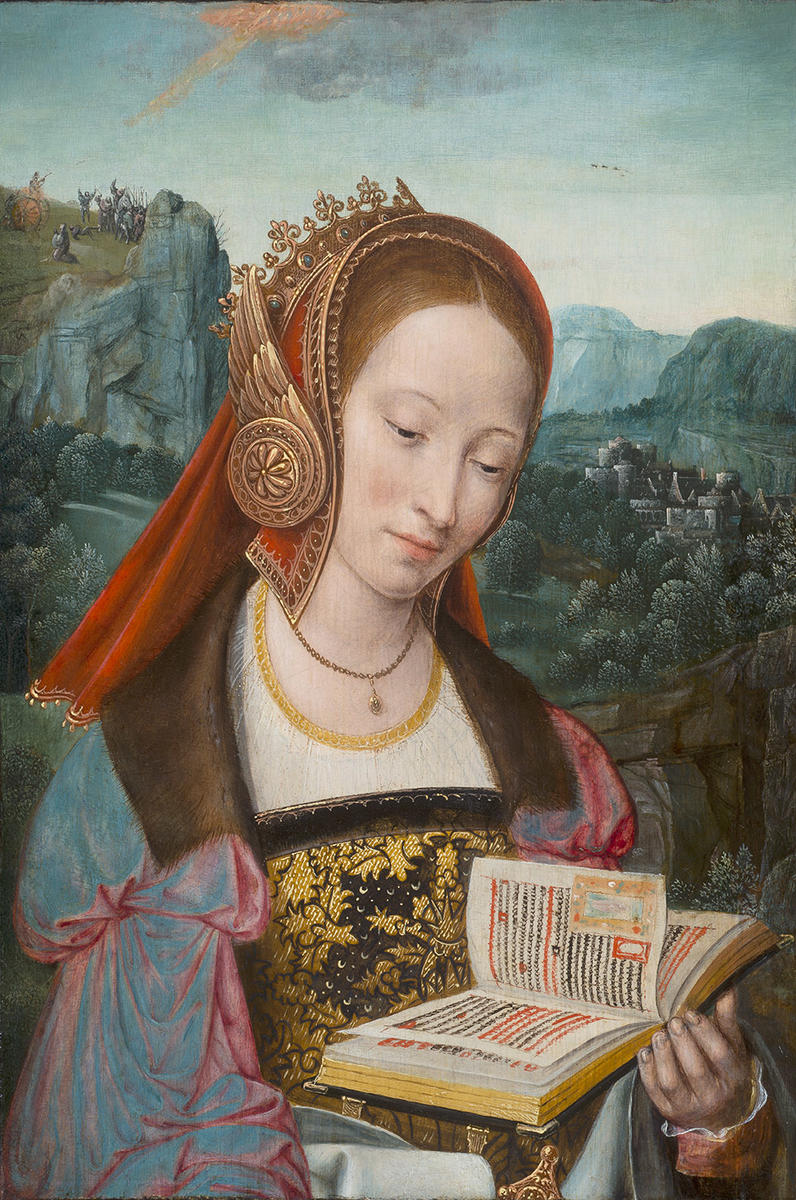

Catharina van Genua (Genua, 1447 - aldaar, 15 september 1510) is een heilige in de Rooms-katholieke kerk. Zij werd als Catharina Fieschi geboren in een machtige familie uit de adel van Genua. Zij wijdde zich na een mystieke ervaring in 1473 aan de zorg voor zieken en armen maar trad nooit toe tot een religieuze orde of congregatie. Haar gedachtegoed is na haar dood vastgelegd in twee boeken en is nog steeds invloedrijk. Zij werd in 1733 heilig verklaard.

## Biografie
Catharina van Genua  werd als Catharina Fieschi geboren in een machtige adellijke familie uit Genua. Haar vader Jacopo Fieschi was onderkoning van Napels en een familielid van de pausen Innocentius IV en Adrianus V. 
Hij stierf toen zij nog jong was; ze werd door haar moeder Francesca di Negro vroom opgevoed. Al op haar dertiende wilde ze, net als haar oudere zuster, intreden in het klooster, maar daarvoor werd ze te jong geacht. In 1463 werd ze door haar broer uitgehuwelijkt aan de aristocraat Giuliano Adorno. Deze verbintenis moest de familie Fieschi, die in de politieke strijd van die tijd tot het kamp van Welfen behoorde, verzoenen met de Ghibellijnse familie Adorno. Het huwelijk was geen succes en bleef kinderloos. Na enkele jaren begon Catharina van Genua afleiding te zoeken in het bruisende sociale leven van Genua. Uiteindelijk zakte ze weg in een depressie. Toen ze in 1473 hulp zocht bij een priester, raakte ze tijdens de biecht in religieuze vervoering en besloot een devoot leven te gaan leiden. Zij ging zich wijden aan de armen en zieken van Genua. Zij trad echter niet toe tot een religieuze orde en bleef ook getrouwd.
Enkele jaren later ging haar man bankroet. Geïnspireerd door zijn vrouw trad hij uiteindelijk zelf toe tot de Derde Orde van Franciscus. Het echtpaar leefde als broer en zus (dat wil zeggen celibatair) samen in het Pammatone hospitaal in Genua, waarvan Catharina van 1490 tot 1496 het hoofd was. Tijdens de pestepidemie van 1493 richtten zij op een groot open terrein achter het ziekenhuis een openluchtziekenhuis in. Haar man stierf in 1497. 
Het leven van Catharina van Genua was vanaf 1473 gekenmerkt door mystieke extases, boetedoening en uitzonderlijk lange periodes van streng vasten. Zij verzamelde van lieverlee een groep volgelingen om zich heen, maar was terughoudend met het delen van haar religieuze ervaring. Tijdens de pestepidemie was zij bevriend geraakt met de rijke notaris Ettore Vernazza. Hij werd haar volgeling en stichtte een genootschap dat zich bezighield met de zorg voor armen. In 1499 accepteerde Catharina de priester Marabotto als haar biechtvader en spiritueel raadsman. Zij bleef echter weigeren om toe te treden tot een Tertiaire Orde (lekenorde). Ze hield op met extreem vasten en ze begon haar gedachten en zielenleven te delen met Vernazza, Marabotto en anderen.  
Zij stierf na een lange periode van ziekte op 15 september 1510. Zij werd in 1675 zalig verklaard, en in 1733 volgde de heiligverklaring.

## Gedachtegoed en geschriften
Het gedachtegoed van Catharina van Genua is vastgelegd in twee boeken: Tractaat over het vagevuur en Dialogen. Hoewel deze wel haar geschriften worden genoemd, wordt wel vermoed dat ze naar haar overlijden zijn samengesteld door Ettore Vernazza, zijn dochter Battista Vernazza en pater Marabotto. 

##### Tractaat over het vagevuur
Het purgatorium (vagevuur)  is in de katholieke leer een plek waar zielen na het overlijden worden gelouterd. Catharina van Genua ziet het vagevuur als een proces waarin de ziel gereinigd wordt om een te kunnen worden met God. Dit is in feite een voortzetting van het streven dat een devoot mens ook tijdens zijn leven heeft. Een ziel in het vagevuur voelt wel pijn maar geen schuld; dit in tegenstelling tot een ziel in de hel, die behalve door de vlammen ook gekweld wordt door schuldbesef en wroeging. Over het vagevuur ontstond kort na het overlijden van Catharina van Genua een theologische controverse door de geschriften van Maarten Luther. De gedachten van Catharina van Genua werden onderdeel van deze polemiek en zijn mogelijk door redacteuren bewerkt om ze minder controversieel te maken.

##### Dialogen

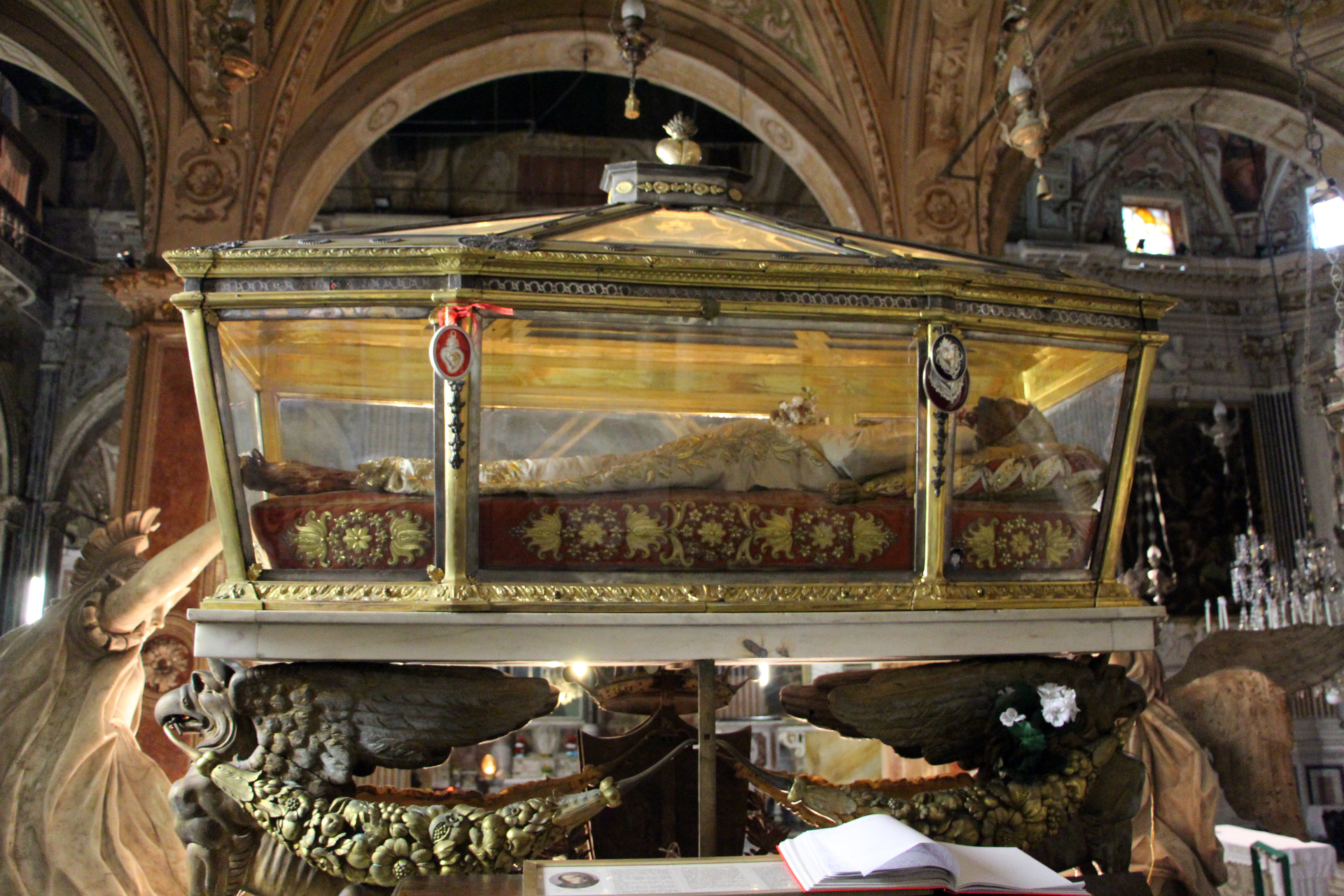
Grafkist met lichaam van Catharina van Genua

Dit boek legt de spirituele ontwikkeling van Catharina van Genua vast. Het boek bestaat uit gesprekken tussen verschillende elementen van een en dezelfde mens: de ziel, het lichaam, eigenliefde, de geest, menselijkheid en God.
Het gedachtegoed van Catharina van Genua is in de eeuwen sinds haar overlijden in de belangstelling blijven staan. Ook binnen het protestantisme is er waardering van haar leven en werk, onder andere bij sommige protestantse stromingen in de Verenigde Staten. Zij wordt door hen gezien als een perfecte christen, en als een vrouw die door liefdadigheid een leiderschapsrol in de kerk vervulde.

## Monument en nagedachtenis
Catharina van Genua is begraven in de Santuario di Santa Caterina da Genova in de Chiesa della Santissima Annunziata di Portoria in Genua.  Haar lichaam is daar te zien in een glazen schrijn. Zij wordt binnen de katholieke kerk gerekend tot de zogenaamde onvergankelijke heiligen, wier lichamen na hun dood uitzonderlijk goed bewaard zijn gebleven. Zij is de patroonheilige van de Italiaanse ziekenhuizen. Haar feestdag is 15 september.
- Bibsys: 90717379
- Biblioteca Nacional de España: XX924451
- Bibliothèque nationale de France: cb125427596 (data)
- Catàleg d'autoritats de noms i títols de Catalunya: 981058517526706706
- Gemeinsame Normdatei: 118560581
- International Standard Name Identifier: 0000 0000 8113 5513
- Library of Congress Control Number: n79038488
- Nationale Bibliotheek van Tsjechië: skuk0003348
- Nationale bibliotheek van Australië: 53004722
- Nationale Bibliotheek van Israël: 987007259437605171
- Nationale Bibliotheek van Polen: a0000001761740
- Nationale en Universitaire bibliotheek Zagreb: 000501840
- Nederlandse Thesaurus van Auteursnamen: 068285124
- Réseau des bibliothèques de Suisse occidentale: 02-A000029896
- Istituto Centrale per il Catalogo Unico: CFIV027036
- LIBRIS: 192443
- SNAC: w66407zh
- Système universitaire de documentation: 03470082X
- Trove: 1533210
- Virtual International Authority File: 34570661
- WorldCat: E39PBJt8hCmQX8HXmD4GD7vvHC